# Echinops oxyodontus
Echinops oxyodontus là một loài thực vật có hoa trong họ Cúc. Loài này được Bornm. & Diels mô tả khoa học đầu tiên năm 1919.